# Pierre-Frédéric Dorian

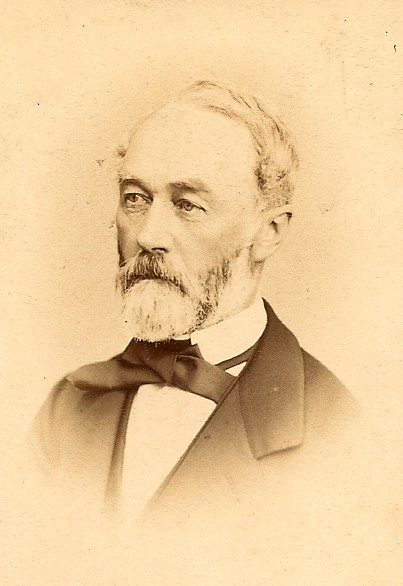
Pierre-Frédéric Dorian

Pierre-Frédéric Dorian (* 24. Januar 1814 in Montbéliard; † 14. April 1873 in Paris) war ein französischer Reidemeister (Schmiedemeister) und Politiker während des Zweiten Kaiserreichs und der Dritten Republik.

## Leben

### Jugend und Beruf
Die Familie kam ursprünglich aus der Schweiz. Dorians Großeltern betrieben eine Schmiede; sein Vater Pierre-Frédéric war Kaufmann. Seine Mutter Anne-Clemence, geborene Friès, stammte aus Mülhausen. Dorian besuchte zunächst das Collège in Montbéliard, danach das Lycée in Nancy und abschließend die École nationale supérieure des mines in Saint-Étienne. Dort blieb er als freier Schüler von 1831 bis 1832.
1834 kaufte ihm seine Mutter eine Fabrik in Les Balaires in Valbenoîte. Dorian war zu dieser Zeit Anhänger des fouristischen Ökonomen Victor Considerant, für den er auch als Wahlhelfer arbeitete. Danach versuchte er sich als Teilnehmer einer fouristisch-sozialistischen Kolonie in Condé-sur-Vesgre, als Werksleiter einer Fabrik bei Montagney-Servigney und bis 1940 als Leiter der Schmiede von Fraisans. 1849 heiratete er in Unieux Frédérique-Caroline Holtzer (geboren am 6. August 1828 in Le Chambon-Feugerolles, gestorben am 6. Mai 1890 in Paris), die Tochter eines Reidemeisters.
Dorian hatte 1843 zusammen mit Paul Dumaine im Tal von Rochetaillée in der späteren Gemeinde Planfoy eine Fabrik für Sensen und Sicheln aus geschmolzenem Stahl gegründet. Die offene Handelsgesellschaft wurde im Juni 1846 in eine Kommanditgesellschaft unter dem Namen Dumaine, Dorian & Cie für eine Dauer von neun Jahren umgewandelt. Im Jahr 1849 wurde er zum alleinigen Eigentümer der Fabrik in Les Ballaires, indem er die Anteile seines Partners aufkaufte. Die Fabrik beschäftigte zu diesem Zeitpunkt 80 Arbeiter, verwendete sieben Hydraulikmotoren, produzierte 80 000 Sensen und 20 000 Sicheln und erhielt eine Silbermedaille auf der Industrieausstellung.
1856 wurde die Jackson, Gerin, Dorian & Cie für die Herstellung von Sensen und Sicheln gegründet, die mehrere Fabriken vereinte und ab 1863 den Namen Dorian-Holtzer Jackson & Cie trug. Diese Firma produzierte zu dieser Zeit die Hälfte des landesweiten Bedarfs an Sicheln und Sensen. Die Fabrik in Unieux produzierte Blankwaffen (Säbel und Florette) und Feinstahl für Scheren und Bestecke. Für seine Stahlglocken erhielt Dorian auf der Weltausstellung in Paris 1867 eine Goldmedaille. Der Chemiker Jean-Baptiste Boussingault betrieb dort ein Forschungslabor. Ein Tiegelstahlwerk nach dem Siemens-Verfahren wurde ab 1869 zusammen mit einer Koksgießerei in Betrieb genommen.
Er blieb seiner Jugend als Fourierist treu und setzte die Sozialpolitik seines Schwiegervaters fort: 1868 finanzierten die Stahlwerke den Bau einer weltlichen Schule in Unieux mit, 1869 ermöglichte er den Töchtern der Arbeiter des Unternehmens, Näh-, Bügel- und Kochkurse zu besuchen, 1872 wurden die öffentlichen Schulen für die Kinder der Stahlwerksarbeiter kostenlos. Sein Engagement stand keineswegs im Widerspruch zu seinem protestantischen Glauben: Er saß im Presbyterium und stiftete eine Kanzel für die neue Kirche Saint-Etienne, die im Dezember 1868 eingeweiht wurde.

## Politik

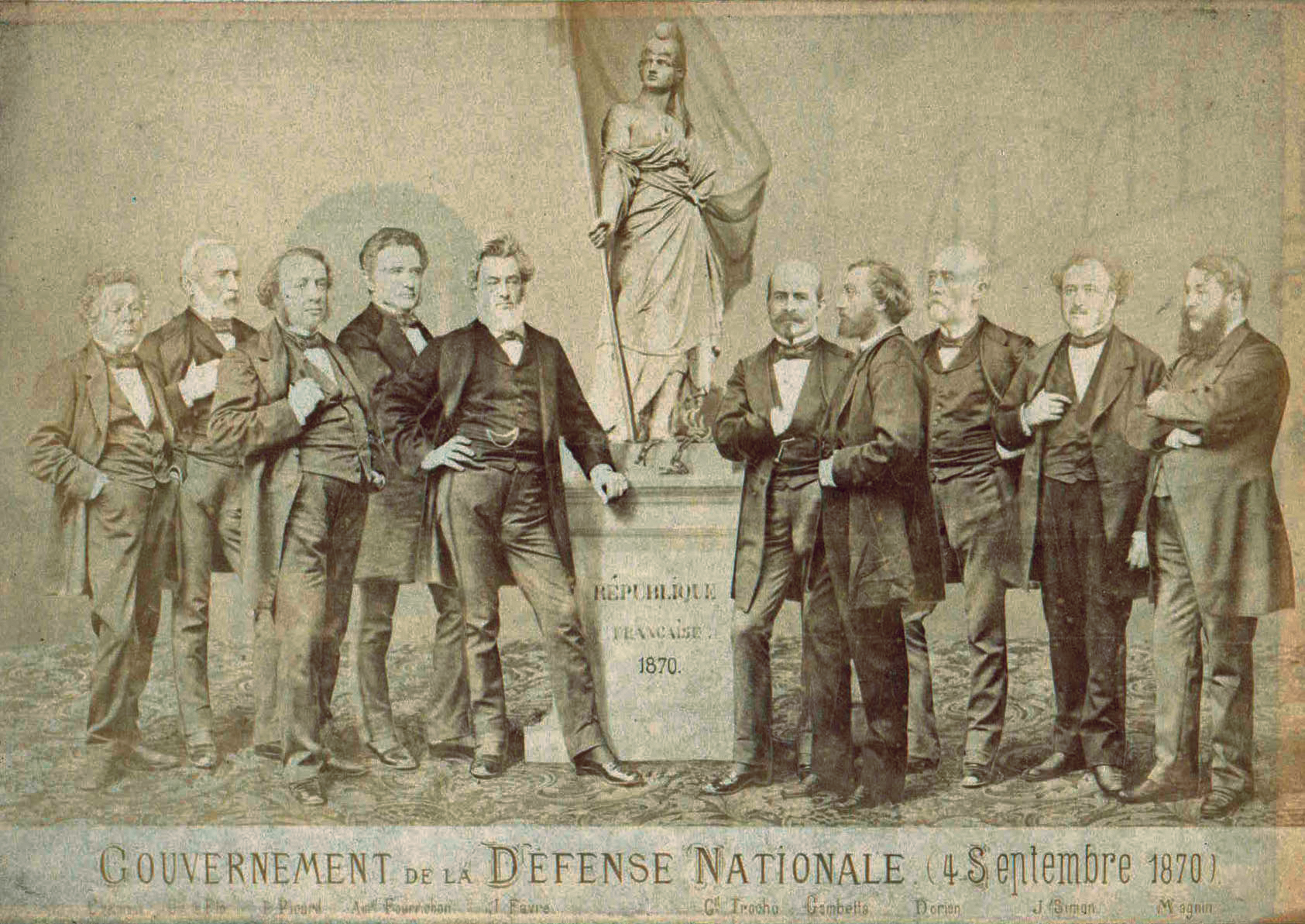
Gouvernement de la Défense Nationale, 4. September 1870

Der offen republikanische auftretende Pierre-Frédéric Dorian begann mit lokalen Ämtern: als Gemeinderat von Valbenoîte von 1847 bis 1855, was auch durch den Staatsstreich vom 2. Dezember 1851 nicht unterbrochen wurde, als Bürgermeister von Unieux von 1860 bis 1865 und als Generalrat von 1867 bis 1873. Im Juni 1863 wurde er als oppositioneller Abgeordneter in den Corps législatif gewählt; im Mai 1869 wurde er wiedergewählt. Er war einer der Gründungsaktionäre der republikanischen Zeitung L’Éclaireur.
Dorian war Unterzeichner der Rede, die Léon Gambetta vom Rathaus aus hielt und mit der er am 4. September 1870 die Republik ausrief.
In der ersten Regierung nach der Abdankung Napoleon III., die als Regierung der nationalen Verteidigung (Gouvernement de la Défense nationale) bezeichnet wurde, wurde er Minister für öffentliche Arbeiten und  kurzzeitig Minister für öffentlichen Unterricht, schöne Künste und Religion. Er leitete eine massive Rüstungspolitik ein, bei der er auf private Unternehmen zurückgriff, wovon sein Unternehmen ebenso profitierte.
Dorian, der bei der extremen Linken sehr beliebt war, enttäuschte sie durch seine Haltung während des unübersichtlichen Tages des 31. Oktober 1870 – einem Aufstand dem sich Dorian nicht anschloss. Bei den Wahlen 1871 wurde er in die Nationalversammlung gewählt. Im Parlament stimmte er unter anderem gegen den Friedensvertrag von Frankfurt. Er war Teil der Parlamentsfraktion Union républicaine.
Dorian starb am 14. April 1873 und wurde auf dem Friedhof Père-Lachaise begraben. Bei der Beerdigung sprach Pastor Athanase Josué Coquerel: „Dorians Religion? Er glaubte mit seiner ganzen Seele an den Fortschritt, an die Perfektion, die mit Glauben und Liebe verfolgt wurde. Er gehörte zu denen, die glaubten, dass das Leben einen Sinn hat. Er glaubte, dass das Leben gegeben wurde, um an unserem eigenen Fortschritt und dem Fortschritt aller zu arbeiten“.